# Lactuca macrophylla
Lactuca macrophylla là một loài thực vật có hoa trong họ Cúc. Loài này được (Willd.) A.Gray mô tả khoa học đầu tiên năm 1884.